# Haripur
Haripur (Urdu: ہری پور) é uma cidade do Paquistão localizada na província da Caiber Paquetuncuá. A cidade está situada 65 km ao norte de Islamabad e 35 km ao sul de Abbottabad.